# Leonie Benesch
Leonie Benesch (ur. 22 kwietnia 1991 w Hamburgu) – niemiecka aktorka filmowa i telewizyjna.

## Filmografia
- Beautiful Bitch (2007) jako Gitti
- Biała wstążka (2009) jako Eva
- Picco (2010) jako Kevins Freundin
- Barwy ciemności (2010) jako Yvonne
- Brüderlein (2013) jako Teresa
- 8 Seconds (2015) jako Helen
- Babilon Berlin (2017) jako Greta Overbeck
- The Crown (2017) jako księżniczka Cecylia[2]